# 福井工業大学
福井工業大学（ふくいこうぎょうだいがく、英語: Fukui University of Technology）は、福井県にある私立大学。
学校法人金井学園によって運営されている。1950年に創設された北陸電気学校を母体とする。

## 沿革
- 1965年（昭和40年）4月 - 開学。工学部電気工学科、機械工学科が設置される。
- 1966年（昭和41年）4月 - 建設工学科、教職課程設置。大学1号館落成。
- 1967年（昭和42年）4月 - 建設工学科を建築専攻、土木専攻に専攻分け。
- 1972年（昭和47年）4月 - 電気工学科を電気専攻、電子専攻に専攻分け。
- 1973年（昭和48年）
  - 3月 - 電子計算機室開設。
  - 4月 - 応用物理学科（環境安全専攻、原子力専攻）設置。大学2号館落成。
- 1975年（昭和50年）10月 - カナイ産業工学研究所創設。
- 1977年（昭和52年）- 大学2号館増築落成。
- 1978年（昭和53年）4月 - カナイ産業工学研究所を福井工業大学産業工学研究所に改称。
- 1979年（昭和54年）4月 - 応用物理学科を環境安全工学科と改称。
- 1982年（昭和57年）4月 - 電気工学科の専攻を電気工学専攻、電子工学専攻と、建設工学科の専攻を建築学専攻と土木工学専攻と改称。
- 1983年（昭和58年）4月 - 機械工学科を機械工学専攻と電子機械専攻に専攻分け。
- 1984年（昭和59年）- 芦原キャンパス（現・あわらキャンパス）竣工。
- 1985年（昭和60年）4月 - 福井工業大学大学院工学研究科修士課程（機械工学専攻、建設工学専攻、環境安全工学専攻）設置。環境安全工学科を安全工学専攻と環境工学専攻に専攻分け。
- 1986年（昭和61年）4月 - 工学研究科修士課程に電気工学専攻設置。福井工業大学別科工学専修科（電気工学専攻、機械工学専攻、安全工学専攻、建築学専攻）設置。
- 1987年（昭和62年）4月 - 経営工学科設置。金井講堂、大学研究棟（5号館）落成。
- 1988年（昭和63年）4月 - 環境安全工学科を応用理化学科と改称、専攻は廃止。
- 1989年（平成元年）4月 - 大学院工学研究科の環境安全工学専攻を応用理化学専攻に改称。別科（工学専修科）に土木工学専攻、化学計測専攻、経営情報学専攻を開設。自動車整備実習棟（7号館）落成。
- 1990年（平成2年）4月 - 大学院工学研究科博士課程（電気工学専攻、応用理化学専攻）設置。
- 1997年（平成9年）4月 - 福井工業大学技術システム研究館落成。
- 1998年（平成10年）4月 - 応用理化学科を応用科学専攻と介護福祉工学専攻に分離。
- 1999年（平成11年）4月 - 経営工学科をマルチメディア工学専攻と経営デザイン工学専攻に専攻分離。福井工業大学芦原キャンパス体育館落成。
- 2000年（平成12年）4月 - 機械工学科の専攻を廃止。
- 2001年（平成13年）4月 - 宇宙通信工学科設置。電気工学科を電気電子工学科に改称し、専攻を廃止。建設工学科の土木工学専攻を地球環境工学専攻に改称。芦原キャンパスに宇宙通信用パラボラアンテナ完成。
- 2002年（平成14年）4月 - 応用理化学科の応用科学専攻を環境・生命未来工学専攻と改称。福井工業大学産業工学研究所を産学共同研究センターに改組。
- 2003年（平成15年）4月 - 応用理化学科を環境・生命未来工学科と改称。SSL(Student Space Laboratory)開所しパラボラアンテナを活用した研究を開始[1]。
- 2004年（平成16年）
  - 4月 - 経営工学科を経営情報学科と改称。経営デザイン工学専攻を経営情報システム工学専攻と改称。高層教育研究施設「FUTタワー」落成。
  - 10月 - 学生生活センター開設。
- 2005年（平成17年）4月 - 原子力技術応用工学科設置。FUTメカニックセンター開設。
- 2006年（平成18年）4月 - 地球環境工学専攻を土木環境工学専攻と改称。学習支援センター開設。
- 2007年（平成19年）- 福井街角放送との連携によりサテライトスタジオ「FUTスクエア」開設。
- 2008年（平成20年）4月 - 経営情報学科のマルチメディア工学専攻、経営情報システム工学専攻を廃止。
- 2009年（平成21年）4月 - デザイン学科設置。建設工学科建築学専攻を建築学科に、建設工学科土木環境工学専攻を土木環境工学科にそれぞれ改組。電気電子工学科を電気電子情報工学科に、環境・生命未来工学科を環境生命化学科に、宇宙通信工学科を宇宙情報科学科にそれぞれ改称。
- 2010年（平成22年）
  - 4月 - 宇宙情報科学科の学生募集停止。
  - 9月 - 福井工業大学カールマイヤーグランド落成。
- 2011年（平成23年）
  - 4月 - 産業ビジネス学科設置。キャリアセンター開設。
  - 5月 - 図書館付属ラーニングコモンズ開設。
- 2012年（平成24年）
  - 4月 - 土木環境工学科と建築学科を建築生活環境学科に改組。大学院工学研究科に応用理工学専攻（博士前期課程、博士後期課程）、社会システム学専攻（博士前期課程、博士後期課程）設置。大学院工学研究科電気工学専攻（修士課程、博士後期課程）、応用理化学専攻（修士課程、博士後期課程）、機械工学専攻（修士課程）、建設工学専攻（修士課程）、情報学専攻（修士課程）の学生募集停止。
  - 10月 - インターナショナルセンター開設。
- 2013年（平成25年）4月 - FUT福井城郭研究所開設。
- 2014年（平成26年）4月 - クラブ活動支援センター開設。
- 2015年（平成27年）4月 - 環境情報学部（環境・食品科学科、経営情報学科、デザイン学科）、スポーツ健康科学部（スポーツ健康科学科）設置。工学部の電気電子情報工学科を電気電子工学科に、建築生活環境学科を建築土木工学科に改称。工学部のデザイン学科、経営情報学科、産業ビジネス学科、環境生命化学科の学生募集停止。産学共同研究センターを地域連携研究推進センターに改称。
- 2023年（令和5年）4月 - 環境情報学部経営情報学科を「経営情報学部」に移行。また、環境情報学部を環境学部に改称し、工学部、スポーツ健康科学部と合わせ、4学部8学科体制へと拡充する。[2][3]

## 学部・学科
- 工学部[1]
  - 電気電子工学科
  - 機械工学科
  - 建築土木工学科
  - 原子力技術応用工学科
- 環境学部（2023年4月に環境情報学部より名称変更）
  - 環境食品応用化学科[4]
  - デザイン学科
- 経営情報学部（2023年4月開設）
  - 経営情報学科
- スポーツ健康科学部
  - スポーツ健康科学科

## 大学院
- 工学研究科
  - 応用理工学専攻（博士前期課程・博士後期課程）
    - 電気電子情報工学コース
    - 宇宙情報科学コース
    - 機械工学コース
    - 環境生命化学コース
    - 原子力技術応用工学コース

  - 社会システム学専攻（博士前期課程・博士後期課程）
    - 土木環境工学コース
    - 建築学コース
    - 経営情報学コース
    - デザイン学コース

## 学生生活

### 学園祭
大学祭は、例年10月中旬に実施されている。

### スポーツ
- 硬式野球部 - 北陸大学野球連盟に所属し、歴代最多85回のリーグ優勝を数える（2024年秋季リーグ戦終了現在）。2021年の第70回全日本大学選手権、2025年の第74回全日本大学選手権で準優勝。OBには伊藤敦規、水尾嘉孝などがいる。

## キャンパス

### 福井キャンパス
- 所在地：福井県福井市学園三丁目6番1号
- 地上16階建、高さ63.5mの「FUTタワー」[5]をはじめ、大学本部と各学部が所在するメインキャンパス。
- 交通アクセス
  - 北陸新幹線・ハピラインふくい線・えちぜん鉄道勝山永平寺線 福井駅、福井鉄道福武線 福井駅停留場から、京福バスの以下の路線に乗車。
    - 13系統（桜ヶ丘団地線）「福井工業大学前」下車。正門へ約40m。本数僅少。
    - 12系統（学園線）、18系統（学園線快速）「福井高校前」下車。北門へ約100 m。12系統はその先「福井工業大学前」にも停車するが、約3 kmの迂回となる。
    - すまいるバス西ルート（照手・足羽方面）「新明里橋北」下車、正門へ約500 m。
    - 10・14・15・19系統（越前海岸ブルーライン線）、11系統（大安寺線）、16系統（川西三国線）「湊新町」下車、北門へ約950 m。

  - えちぜん鉄道三国芦原線 福大前西福井駅から、北門へ約1.7 km。

### あわらキャンパス
- 所在地：福井県あわら市北潟213字21番地
- スポーツ健康科学部のメインキャンパス。北潟湖畔に位置しており、キャンパス内にはパラボラアンテナが設置されている[1]。2022年夏には大型のパラボラアンテナを設置し、宇宙航空研究開発機構（JAXA）の宇宙科学研究所との共同研究を開始する予定となっている[1]。設置予定のパラボラアンテナは、地球から80万km離れた人工衛星と通信できる性能があり、JAXA以外では日本で唯一のものとなる[1]。

### その他
- 福井工業大学カールマイヤーグラウンド[6]：福井県吉田郡永平寺町松岡上吉野72字平野山1番1
  - 野球場、サッカー場などを有する総合グラウンド。グラウンド名は、ドイツの実業家カール・マイヤーが、福井県の地場産業に貢献し1983年に福井工業大学客員名誉教授の称号を授与したことが端緒となっている[7]。

## 大学関係者と出身者

### 大学関係者
- 金井兼（理事長）
- 森島洋太郎（学長）
- 中垣内祐一（教授、バレーボール部総監督）

### 大学出身者
- 山林明雄（元プロ野球選手）
- 赤松一朗（元プロ野球選手）
- 伊藤敦規（元プロ野球選手）
- 増田達至（プロ野球選手）
- 水尾嘉孝（元プロ野球選手）
- 森本学（元プロ野球選手）
- 南和彰（元プロ野球選手）
- 荒井広宙（競歩選手）[8][9]
- 東口順昭 (プロサッカー選手、日本代表、2年時の部解散まで在籍。その後、新潟経営大学に転入)
- 小木曽喬（プロゴルファー）

## 対外関係

### 地域・企業などとの連携
地方公共団体・商工会議所
特記がないものはすべて福井県内。
- 勝山市：産業、文化、学術などの分野における相互協力協定
- あわら市：教育、文化、産業、学術、政策形成などの各分野における相互協力協定
- 鯖江市・鯖江商工会議所：産業、学術、文化、教育などの分野における相互協力協定
- 福井市：学術、まちづくり、産業、教育などの分野における相互協力協定
- 敦賀市・敦賀商工会議所：産業、学術、文化、教育などの分野における相互協力協定
- 坂井市：防災、教育、観光・産業、政策形成などの分野における相互協力協定
- 越前市・武生商工会議所・越前市商工会議所：ひとづくり、ものづくり、まちづくりの分野においての地域連携協定
- 若狭町：産業、観光、学術、文化、教育などの分野における相互協力協定（金井学園として締結）
- 大野市：産業、学術、文化、教育、環境などの分野における相互協力協定
- 池田町：文化、教育、学術、産業、環境などの分野における相互連携協定

民間企業など
- 福井銀行：地域の産学連携推進における連携協力協定
- サカイオーベックス：教育・研究、研究成果の事業化、人材交流、人材育成等の分野における包括的連携協力協定
- アイビックス：教育・研究、研究成果の事業化、人材交流、人材育成等の分野における包括的連携協力協定
- 福邦銀行：地域の産学連携推進における包括的連携協力協定
- 日本原子力研究開発機構：研究施設、人材等の活用と教育の充実における連携協力協定
- 大塚製薬（名古屋支店）：スポーツの振興ならびに学生・生徒・教職員の健康増進に関する連携協力協定

### 他大学などとの関係

#### 国内
- 福井県学習コミュニティ推進協議会（Fレックス）参加校。
- 東京都市大学（教育・研究などの大学間連携）
- 上越教育大学（教育・研究などの大学間連携）
- 京都府立田辺高等学校（高大連携）
- 大阪大学（教育研究交流）

#### 国外
- 中南大学（中華人民共和国）
- カトリック関東大学校（大韓民国）
- レクサム・グリンドゥール大学（英語版）（イギリス）
- サザンクロス大学（オーストラリア）

## 併設校・関連校
現在
- 福井工業大学附属福井中学校・高等学校
- 福井県医療福祉専門学校
- L`ecole des gourmands Fukui（レコール デ グルマン フクイ） - 旧・福井製菓専門学校

各専門学校は学校法人新和学園の学校であったが、2021年に金井学園が存続法人となり運営統合。
過去
- 福井女子短期大学
- 福井公務員専門学校

## 提供番組
- FUT Monthly Radio Program FUT LAB. - 福井エフエム放送（FM福井）の番組。北陸地方と滋賀県のJFN系列局にネット。